# Osłonki włókien nerwowych

Porównanie budowy włókna nerwowego bezrdzennego (z osłonką Schwanna) i rdzennego (z osłonką mielinową).

Osłonki włókien nerwowych otaczają wypustki komórek nerwowych.
Wyróżnia się następujące rodzaje osłonek:
- osłonka mielinowa
  - w ośrodkowym układzie nerwowym wytwarzana przez oligodendrocyty
  - w obwodowym układzie nerwowym wytwarzana przez komórki Schwanna
- osłonka Schwanna (neurolema, neurolemma) - wytwarzana jedynie w obwodowym układzie nerwowym przez komórki Schwanna

Przeczytaj ostrzeżenie dotyczące informacji medycznych i pokrewnych zamieszczonych w Wikipedii.